# Giusy Ferreri
Giusy Ferreri (Palermo, 17 de abril de 1979) es una cantautora italiana que en el año 2008 formó parte de la primera edición de la versión italiana de Factor X, donde quedó en segundo lugar. Ha sido comparada con Nina Simone, Bessie Smith y Amy Winehouse por su personal e inusual voz.
Actualmente ostenta tres récords: es la cantante lanzada por un concurso de talentos italiano que ha vendido más copias en el mundo con cerca de 2,5 millones de álbumes y sencillos, es la artista que más tiempo ha permanecido en el número 1 de la lista de sencillos italianos (48 semanas, con las canciones Non ti scordar mai di me, novembre, Roma-Bangkok, Amore e capoeira y Jambo) récord que ostentaba la cantante Madonna con 38 semanas y es también la única artista italiana, junto con Baby K, que ha obtenido un disco de diamante para un sencillo digital, gracias a Roma-Bangkok. 

## Carrera artística
En junio de 2008, la discográfica Sony BMG Italia sacó a la venta un "EP" que incluía el primer sencillo de la cantante “Non ti scordar mai di me” (escrito por el cantante Tiziano Ferro) y 5 covers de canciones clásicas de los años 60 y 70. El sencillo se mantuvo en el primer lugar de las listas de éxitos durante 15 semanas consecutivas, convirtiéndose en una de las canciones más exitosas de los últimos años. El álbum debutó en el primer lugar de las listas de ventas y permaneció allí durante once semanas consecutivas. Fue certificado 4 veces platino por vender más de 300 000 copias.

### Álbum debut

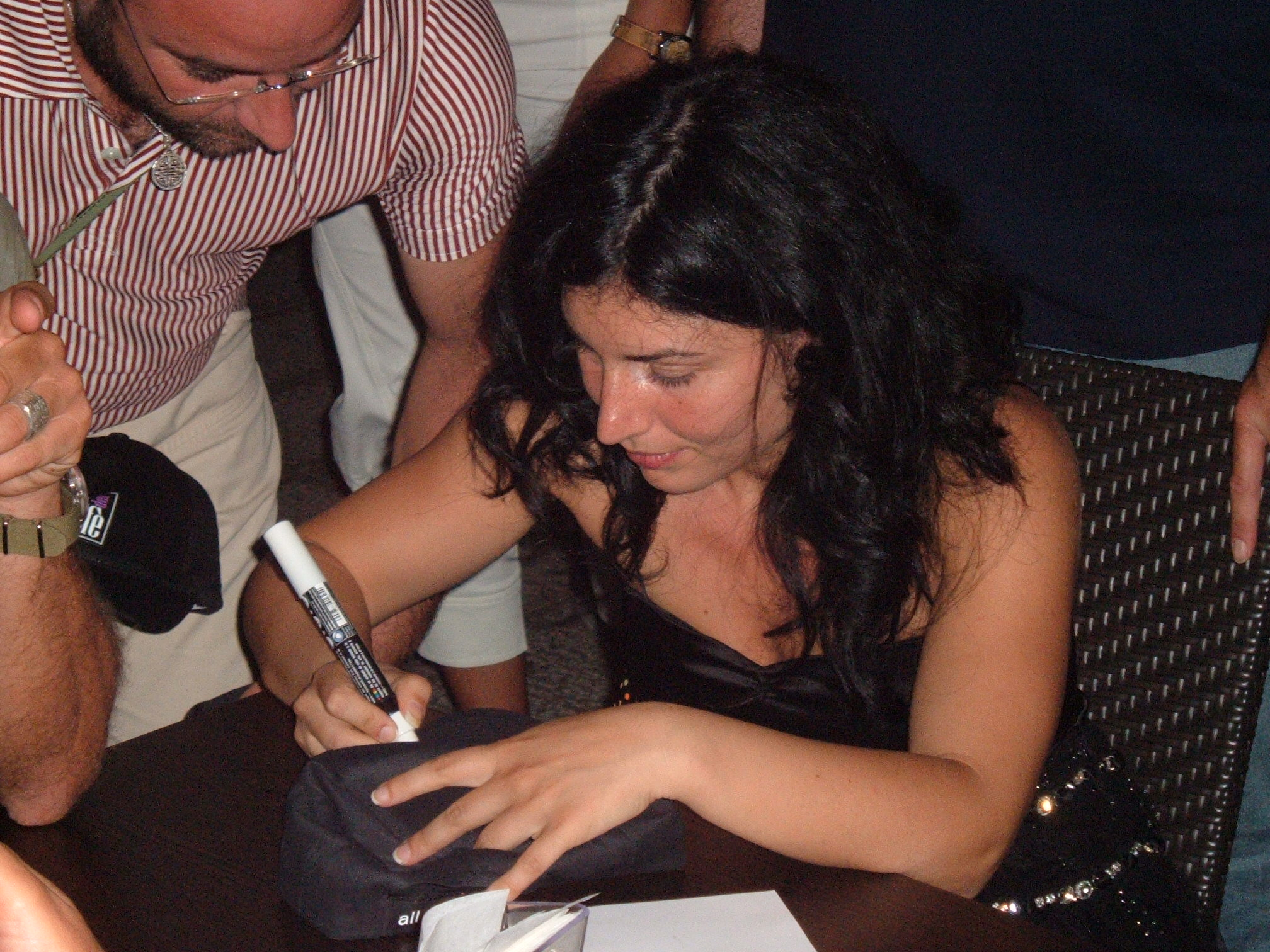
Giusy Ferreri firmando autógrafos en 2008.

En octubre de 2008, la canción “Novembre”, el primer sencillo del álbum debut de la cantante italiana fue lanzado. La canción debutó el primero puesto de las listas de éxitos italianas y estuvo en lo más alto del “top” durante más de 8 semanas. El álbum fue lanzado el 14 de noviembre de 2008 en Italia producido por Linda Perry y Tiziano Ferro. El disco debutó en el primer puesto en iTunes y segundo en las listas de ventas italianas vendiendo más de 80 000 copias en la primera semana a la venta. El disco consiguió vender más de 400 000 copias en Italia. El tercer sencillo del disco, “Stai Fermo Lì”, fue anunciado el 8 de enero de 2009 y lanzado en Italia el día 16 de ese mismo mes.
En el año 2009 “Gaetana” fue lanzado en España, con canciones totalmente en español, y en italiano en Francia, Alemania, Austria, Suecia, Noruega, Países Bajos, Grecia, Suiza y Bélgica.

### Fotografie
“Fotografie”, que desde su lanzamiento en noviembre de 2009 ha vendido 100 000 copias y ha sido durante varias semanas uno de los diez discos de más éxito en Italia.

### Cortometraggi
En el año 2022 lanza su quinto álbum de estudio titulado "Cortometraggi", el mismo contiene 12 canciones, su duración totales es de 40 minutos y 23 segundos.

## Discografía

### Álbumes de estudio
| Año  | Álbum | Posición máxima | Posición máxima | Posición máxima | Posición máxima | Ventas                       | Certificaciones                           |
| Año  | Álbum | ITA             | BEL             | GRE             | SWI             | Ventas                       | Certificaciones                           |
| ---- | --- | --------------- | --------------- | --------------- | --------------- | ---------------------------- | ----------------------------------------- |
| 2008 | Gaetana - Lanzado a la venta el 14 de noviembre de 2008 - Discográfica: Sony Music, Ricordi - Formatos: CD, descarga digital                                      | 2               | 52              | 2               | 20              | - ITA: 490 000+ - GRE: 6000+ | - IFPI Grecia: Platino - FIMI: 7× Platino |
| 2009 | Fotografie (con Deluxe Edition en 2010) - Cover álbum - Lanzado a la venta el 20 de noviembre de 2009 - Discográfica: Sony Music - Formatos: CD, descarga digital | 10              | —               | 16              | 87              | - ITA: 70 000+               | - FIMI: Platino                           |
| 2011 | Il mio universo - Lanzado a la venta el 16 de febrero de 2011 - Discográfica: Sony Music - Formatos: CD, descarga digital                                         | 11              | —               | —               | 98              |                              |                                           |
| 2014 | L'attesa - Lanzado a la venta el 25 de marzo de 2014 - Discográfica: Sony Music - Formatos: CD, descarga digital                                                  | 4               | —               | —               | —               |                              |                                           |
| 2022 | Cortometraggi - Lanzado a la venta el 18 de febrero de 2022 - Discrográfica: Sony Music - Formatos: CD, descarga digital                                          | 25              |                 |                 |                 |                              |                                           |

### Álbumes recopilatorios
| Año  | Álbum | Posición máxima | Ventas         | Certificaciones |
| Año  | Álbum | ITA             | Ventas         | Certificaciones |
| ---- | --- | --------------- | -------------- | --------------- |
| 2015 | Hits - Lanzado a la venta el 4 de diciembre de 2015 - Discográfica: Sony Music - Formatos: CD, descarga digital | 16              | - ITA: 25 000+ | - FIMI: Oro     |

### Extended play
| Año  | Álbum | Posición máxima | Ventas          | Certificaciones    |
| Año  | Álbum | ITA             | Ventas          | Certificaciones    |
| ---- | --- | --------------- | --------------- | ------------------ |
| 2008 | Non ti scordar mai di me - Lanzado a la venta el 27 de enero de 2008 - Discográfica: Sony Music - Formatos: CD, descarga digital | 1               | - ITA: 315 000+ | - FIMI: 3× Platino |

## Sencillos

### Como artista principal
| Año  | Sencillo                          | Posición máxima | Posición máxima | Posición máxima | Ventas          | Certificaciones     | Álbum                    |
| Año  | Sencillo                          | ITA             | BEL             | SWI             | Ventas          | Certificaciones     | Álbum                    |
| ---- | --------------------------------- | --------------- | --------------- | --------------- | --------------- | ------------------- | ------------------------ |
| 2005 | Il party                          | —               | —               | —               |                 |                     |                          |
| 2008 | Non ti scordar mai di me          | 1               | 64              | 26              | - ITA: 285 000+ | - FIMI: Platino     | Non ti scordar mai di me |
| 2008 | Novembre                          | 1               | —               | 65              | - ITA: 120 000+ | - FIMI: Platino     | Gaetana                  |
| 2009 | Stai fermo lì                     | 15              | —               | —               |                 |                     | Gaetana                  |
| 2009 | La scala (The Ladder)             | 36              | —               | —               |                 |                     | Gaetana                  |
| 2009 | Ma il cielo è sempre più blu      | 2               | —               | —               | - ITA: 15 000+  | - FIMI: Oro         | Fotografie               |
| 2010 | Come pensi possa amarti           | —               | —               | —               |                 |                     | Fotografie               |
| 2010 | Il mare verticale                 | —               | —               | —               |                 |                     | Fotografie               |
| 2010 | Ciao amore ciao (con Luigi Tenco) | —               | —               | —               |                 |                     | Fotografie               |
| 2011 | Il mare immenso                   | 6               | —               | —               | - ITA: 15 000+  | - FIMI: Oro         | Il mio universo          |
| 2011 | Piccoli dettagli                  | 47              | —               | —               |                 |                     | Il mio universo          |
| 2011 | Noi brave ragazze                 | —               | —               | —               |                 |                     | Il mio universo          |
| 2014 | Ti porto a cena con me            | 14              | —               | —               |                 |                     | L'attesa                 |
| 2014 | La bevanda ha un retrogusto amaro | —               | —               | —               |                 |                     | L'attesa                 |
| 2014 | Inciso sulla pelle                | —               | —               | —               |                 |                     | L'attesa                 |
| 2015 | Volevo te                         | 14              | —               | —               | - ITA: 100 000+ | - FIMI: 2 x Platino | Hits                     |
| 2016 | Come un'ora fa                    | —               | —               | —               |                 |                     | Hits                     |

### Como artista invitada
| Año  | Título                                                                                                | Posición máxima | Posición máxima | Ventas          | Certificaciones    | Álbum                    |
| Año  | Título                                                                                                | ITA             | SWI             | Ventas          | Certificaciones    | Álbum                    |
| ---- | --- | --------------- | --------------- | --------------- | ------------------ | ------------------------ |
| 2009 | Domani 21/04.2009 (como parte de Artisti Uniti per l'Abruzzo)                                         | 1               | —               | - ITA: 520 000+ | FIMI: Multiplatino | — (sencillo benéfico)    |
| 2009 | Tocca a noi (con Marracash, J-Ax y Le Vibrazioni)                                                     | —               | —               |                 |                    | — (sencillo promocional) |
| 2010 | Rivincita (con Marracash)                                                                             | 92              | —               |                 |                    | Fino a qui tutto bene    |
| 2011 | Nessuno poteva non sapere (con Alessandro Haber, Enzo Gragnaniello, Giuliano Sangiorgi y Phil Palmer) | —               | —               |                 |                    | Haber bacia tutti        |
| 2012 | Che senso ha (con Alessandro Haber)                                                                   | —               | —               |                 |                    | Haber bacia tutti        |
| 2015 | Roma-Bangkok (con Baby K)                                                                             | 1               | 23              | - ITA: 500 000+ | FIMI: Diamond      | Kiss Kiss Bang Bang      |
| 2016 | Una città per cantare (con Ron y artistas unidos por la lucha contra la ELA)                          | —               | —               |                 |                    | La forza di dire sì      |